# Mistrovství světa v zápasu ve volném stylu 1978
Mistrovství světa v zápasu ve volném stylu 1978 se uskutečnilo v Mexico City, v Mexiku. 

## Přehled medailí

### Volný styl
| Kategorie | Zlato                | Stříbro                  | Bronz                  |
| --------- | -------------------- | ------------------------ | ---------------------- |
| 48 kg     | Sergej Kornilajev    | Nobuo Fujisawa           | Mohammad Bazmavar      |
| 52 kg     | Anatolij Beloglazov  | Hartmut Reich            | Luis Ocaña             |
| 57 kg     | Hideaki Tomijama     | Busaj Ibragimov          | Dugarsürengín Ojúnbold |
| 62 kg     | Vladimir Jumin       | Jang Čung-mo             | Mohammad Rezaei        |
| 68 kg     | Pavel Pinigin        | Akira Miyahara           | Ivan Jankov            |
| 74 kg     | Leroy Kemp           | Mohammad Hossein Mohebbi | Pjotr Marta            |
| 82 kg     | Magomedchan Aracilov | Adolf Seger              | John Peterson          |
| 90 kg     | Uwe Neupert          | Anatolij Prokopčuk       | İsmail Temiz           |
| 100 kg    | Harald Büttner       | Levan Tedyjašvili        | Bárbaro Morgan         |
| +100 kg   | Soslan Andijev       | Reza Soukhteh-Saraei     | Roland Gehrke          |

## Týmové hodnocení
| Pořadí | Muži volný styl  | Muži volný styl |
| Pořadí | Tým              | Body            |
| ------ | ---------------- | --------------- |
| 1      | Sovětský svaz    | 55              |
| 2      | Východní Německo | 21              |
| 3      | Írán             | 19              |
| 4      | Japonsko         | 18              |
| 5      | USA              | 17.5            |
| 6      | Bulharsko        | 17.5            |